# The Big Coverup
The Big Coverup är ett studioalbum av Pernilla Andersson från 2007.

## Låtlista
| Nr           | Titel             | Längd |
| ------------ | ----------------- | ----- |
| 1.           | Bring It on Home  | 3:50  |
| 2.           | Walk Idiot Walk   | 4:33  |
| 3.           | Galaxy Gramaphone | 3:12  |
| 4.           | Don't Let Me Down | 3:12  |
| 5.           | Colours           | 4:04  |
| Total längd: | Total längd:      | 18:51 |

## Listplaceringar
| Lista (2007) | Topplacering |
| ------------ | ------------ |
| Sverige      | 19           |